# Вожьяк
Вожьяк — деревня в Якшур-Бодьинском районе Удмуртской республики.

## География
Находится в центральной части Удмуртии на расстоянии приблизительно 14 км на запад-юго-запад по прямой от районного центра села Якшур-Бодья.

## История
Основана в 1867 году старообрядцами из деревень Клабуковской и Артыка Глазовского уезда. В 1893 году учтена как выселок с 11 дворами. В 1905 году учтено 15 дворов, в 1924 (уже деревня)- 29. С 1939 по 1989 называлась Вожъяг. До 2021 год входила в состав Чуровского сельского поселения.

## Население
Постоянное население составляло 84 человека (1893), 138 (1905), 151 (1924, все русские), 31 человек в 2002 году (русские 78 %), 21 в 2012.